# Cem Bayoğlu
Cem Bayoğlu (İzmir, 17 februari 1977) is een Turkse fotograaf en beeldend kunstenaar die vooral bekend is om zijn beroemdhedenportretten en beeldende kunstportretten gemaakt door middel van specifieke licht- en kleurtechnieken.

## Jeugdjaren en carrière in de fotografie
Cem is in 1977 geboren en opgegroeid in Izmir, Turkije. Daar deed hij ook zijn opleiding, van de basisschool tot aan de universiteit. In 1998 studeerde hij af aan de Dokuz Eylül Universiteit en begon hij te werken in het familiebedrijf.
Zijn interesse in fotografie begon al op jonge leeftijd met een projector met kleurrijke positieve films.
Tussen 1994 en 2000 speelde hij gitaar in een band die hij samen met zijn vrienden had opgericht. In 2001 reisde hij naar Australië om Engels te leren en kocht hij zijn eerste digitale camera. In 2006 bracht hij het album Teselli uit, dat hij zelf componeerde. Hierna bleef hij als hobby geïnteresseerd in zowel muziek als fotografie.
Hij vervolgde zijn carrière in het familiebedrijf totdat hij in 2011 zijn eerste fotostudio opende in İzmir.
Ter ondersteuning van de One Billion Rising-campagne van de Amerikaanse feministe en toneelschrijver Eve Ensler, maakte Bayoğlu in 2013 een serie foto's geïnspireerd op verhalen over huiselijk geweld. De serie, die bekend staat als 'One Billion Suffers', was voor het eerst te zien als een virtuele tentoonstelling op Facebook.  De virtuele tentoonstelling, die veertien dagen duurde, werd aan het einde van deze periode verwijderd, inclusief alle foto's, likes en reacties om de aandacht te vestigen op het verdriet en het uitsterven. De One Billion Suffers-serie van Bayoğlu kan worden gezien als een krachtige manier om bewustwording en positieve veranderingen in de samenleving te creëren.
Een aantal van de werken uit zijn serie werden tentoongesteld op de gezamenlijke tentoonstelling 'What Color Is Abuse', geïnitieerd door de activistische kunstenaar Joe Stein in Düren, Duitsland. De tentoonstelling is tot stand gekomen met medewerking van dertien kunstenaars uit verschillende landen. De eerste tentoonstelling vond plaats in een kerk in 2013. Een van de foto's van Cem Bayoğlu in deze tentoonstelling was de cover van het magazine Weisser Ring dat in Duitsland verscheen.
Sinds 2013 maakt hij foto's, muziekvideo's en commercials voor vele bekende namen en merken. In 2017 won hij met het project Ten Thousand Warm Hearts, waarvoor hij de commercial maakte, een gouden medaille in de ICSC Solal Marketing 2017 Awards, gehouden in Wenen.
In 2019 werden zijn kunstwerken voor het eerst in Europa tentoongesteld op de beurs Paris Maison et Objet. Bayoğlu heeft drie verschillende series beeldende kunstfotografie. De fotoserie 'Sinful Colors' werd omschreven "als een nachtmerrie-versie van A Midsummer Night's Dream op een erotische onderstroom."

## Stijl
De technieken en composities in zijn artistieke foto's en werken doen denken aan de stijl van barokke schilders, die asymmetrie versus symmetrie gebruiken, kromlijnige vormen tegen geometrische vormen, en niet werken volgens de regels en principes van klassieke werken.

## Werken

### Beeldende kunst fotografieserie
- Sinful Colors
- Berceste
- Underland

### Muziekalbumcovers door Bayoğlu
- Teoman - Eski Bir Rüya Uğruna
- İskender Paydaş - Zamansız Şarkılar II
- Ferman Akgül - İstemem Söz Sevmeni
- Pamela Spence - Aslanlar Gibi
- Cenk Eren - Repertuvar Tanju Okan Şarkıları
- Cenk Eren - Repertuvar Selda Bağcan Şarkıları
- Volga Tamöz - No. 2
- Grup Mecaz - Heybe
- Gamze Matracı - Balkantoloji
- Yılmaz Kömürcü - Yeni Aşk
- Yıldız Hazel - Seve Seve
- Gizli Özne - Yalancı Şair

### Boekcovers door Bayoğlu
- Hüseyin Mutlu Akpınar - Bir Baskan Bir Sehir Bir Ask
- Ferman Akgül - Osmanli Cadisi Tirnova (inner cover photos)

### Fotografie tentoonstellingen
- One Billion Suffers (Eigen tentoonstelling over geweld tegen vrouwen bestaande uit veertien foto's)
- What Color Is Abuse (Tentoonstelling over geweld tegen vrouwen waaraan dertien kunstenaars uit verschillende landen deelnemen)

### Muziekvideo's en commercials Geregisseerd door Bayoğlu
- Ferman Akgül - İstemem Söz Sevmeni
- Yıldız Hazel - Seve Seve
- Kenan Doğulu - Swings With Blue In Green Big Band Concert[18]
- Folkart - October, 29 Karsiyaka-Göztepe Friendship Commercial Film
- Forum Bornova Mall - Ten Thousand Warm Hearts